# Lenolajkence
A lenolajkence vagy firnisz (latinul vernix, azaz kence) szoros értelemben szikkatívokkal főzött, száradó, zsíros növényi olaj, mely a kezeletlen olajhoz képest gyorsabban szárad. A firnisz tágabb értelemben a képzőművészetben a festmények, leginkább olajfestmények védőbevonata, vagy fafelületek, pl. hangszerek, bútorok védőfelülete.

## Leírása
A legismertebb a lenolaj oxidációjából nyert anyag, mely a fára, vasra vagy más anyagra felkenve, a levegőn tovább oxidálva, megszáradás után az adott felületet gyantás kéreggel bevonja és így a külső légköri viszonyok befolyásától megóvja. Készítése során a lenolajat oxigénben gazdag anyagokkal, barnakővel, ólomtajttal stb. főzik, vagy pedig a napfénynek kitett üvegkamrákban finom eső alakjában leeresztik és forró levegőt hajtanak rajta keresztül. A linkruszta és linóleum készítésére utóbbi eljárás szerint gyártották egykor. Ha az oxidációt folytatják, végül sűrű, ragadós anyag áll elő, melyet mesterséges kaucsuknak neveznek és amely kaucsuk helyett is használható. 
Alkalmaztak védőrétegként növényi, állati enyv- vagy tojásfehérjebevonatot is.  A 16. századtól megjelentek az illó olajokkal, pl. terpentin készült gyantafirniszek, azaz lakkok, ezeket a könnyebben oldható lágy gyantákból (mastix, dammár) állították elő. Jelentősek még a szeszfirniszekek (pl. sellak alkoholos oldata) és a szintén védőbevonatként használt viaszok. A 20. sz. közepétől műgyanták oldatait is használják firniszként. Az olajok, olajfirniszek, növényi és állati enyvek, tojásfehérje védőbevonatként való használata számtalan hátránya miatt, köztük a barnulás, oldhatatlan keményedés, ma már elveszítette jelentőségét.

## Képzőművészet
A képzőművészetben a firnisz a festmények védőbevonata.  A középkorban a festményeket napon sűrített, vagy főzött olajjal dörzsölték be, ill. olajban főzött kemény gyantákból (borostyán, szandarak) készítették el az úgynevezett olajfirniszt. Más képzőművészeti eljárások során a lenolajkencét tollal, ecsettel réz felületre viszik fel, majd az oldószert tűz fölött elpárologtatják, ez barna bevonatot képez. Az aranyozott részek kontrasztjaként ez az eljárás jól alkalmazható díszítésekhez. Miután a rézlapba belekarcolják, vagy belevésik a mintát, vagy a lenolajat viszik föl először és aztán aranyoznak, vagy fordítva. A rajzolatot az így képződött bevonat kaparásával finomíthatják is.